# Лазарева, Елена Александровна
Еле́на Алекса́ндровна Ла́зарева (26 июня 1958, Куйбышев, РСФСР, СССР) — советская и российская актриса, театральный педагог, заслуженная артистка Российской Федерации (2010), народная артистка Самарской области (2018), актриса Самарского академического театра драмы им. М.Горького, заведующая кафедрой актёрского искусства и сценической речи Самарского государственного института культуры.

## Биография
Родилась в Куйбышеве, в 1975 году окончила среднюю школу № 6 Куйбышева и поступила в Куйбышевский авиационный институт им. С. П. Королёва на 1 факультет (самолётостроение). В 1977 году ушла из института и поступила в Свердловское театральное училище, на курс В. М. Николаева, в 1981 году с отличием окончила училище.
С 1982 по 1986 годы — учёба в Государственном институте театрального искусства им А. В. Луначарского, на курсе народного артиста РСФСР Дунаева А. Л. и Муата А. А.
С 1 марта 1981 года работает в Самарском академическом театре драмы имени М. Горького, где за эти годы ею сыграно более 50 ролей. Занимается педагогической деятельностью, с 1988 года преподает сценическую речь и актёрское мастерство, имеет учёное звание доцент (2013).

### Семья
- Мать — Лазарева Валентина Ивановна (28.09.1926 — 30.12.2016), медицинская сестра хирургического отделения Дорожной клинической больницы Куйбышева;
- Отец — Лазарев Александр Яковлевич (26.05.1922 — 02.05.1989), начальник отдела научно технической информации завода «Прогресс»;
- Муж — Сизов Иван Павлович (03.11.1945 — 02.09.2019) главный специалист Министерства культуры Самарской области по профессиональному искусству;
- Дочь — Сизова Мария Ивановна (08.10.1987), кандидат искусствоведения, доцент кафедры театрального искусства Российского государственного института сценических искусств;
- Имеет двух внуков.

## Звания и награды
- Ведомственный знак отличия «За достижения в культуре» Министерства культуры Российской Федерации, приказ Приказ Министерства культуры Российской Федерации от 01 ноября 2001 года № 116.
- Лауреат IV Международного театрального фестиваля «Он и Она» (г. Тольятти, 2003 г.) за роль Пульхерии Ивановны в спектакле «Старосветская любовь», Самарский академический театр драмы имени М. Горького;
- Специальная премия жюри «Самарская театральная Муза — 2007» за роль Кормилицы в спектакле «Ромео и Джульетта» В. Шекспира (Самарский академический театр драмы имени М. Горького) (2007)[5].
- Лауреат премии «Самарская театральная Муза — 2008» в номинации «Лучшая женская роль второго плана в драматическом театре» за роль Улиты в спектакле «Лес» А. Островского (Самарский академический театр драмы имени М. Горького) (2008)[6].
- Заслуженная артистка Российской Федерации (2010), Указ Президента Российской Федерации № 914 от 19.07.2010 «О награждении государственными наградами Российской Федерации», Москва, Кремль, 19 июля 2010 г.[7].
- Специальный диплом Министерства обороны Российской Федерации в области культуры и искусства в 2017 году за высокий профессиональный уровень работы в номинации «Театральное искусство» за спектакль «Завтра была война» (в составе творческого коллектива ГБУК «Самарский академический театр драмы имени М. Горького»)[8].
- Премия имени Николая Рыбакова «Признание» за роль Жанны Георгиевны в спектакле «Жанна» (Самарский академический театр драмы имени М. Горького), XII театральный фестиваль имени Николая Рыбакова, г. Тамбов, 2018 г.[9]
- Народная артистка Самарской области, Постановление губернатора Самарской области от 25.06.2018 № 114[10].
- Спектакль «Варшавская мелодия» (Самарский академический театр драмы имени М. Горького) — победитель конкурса независимого зрительского голосования «Приз зрительских симпатий», диплом «За лучший актёрский ансамбль», VI Международный молодёжный фестиваль спектаклей малых форм «Театромагия», Самара, 15 — 18 ноября 2018 г.[11]
- Спектакль «Есть жизнь, есть смерть» (Самарский молодёжный драматический театр «Мастерская») — специальная премия жюри в номинации «За лучший ансамбль», «Самарская театральная Муза — 2019»[12].
- Медаль «За любовь и верность», Организационный комитет по проведению «Дня семьи, любви и верности в Российской Федерации», 08 июля 2019 года.
- Спектакль «Есть жизнь, есть смерть» (Самарский молодёжный драматический театр «Мастерская») — специальный приз жюри «Надежда», лучшая роль молодого актёра — Эдгард Арутюнов за роль Сергея Головина, IV Межрегиональный фестиваль «Волга театральная»[13].
- Спектакль «Счастье мое» (Самарский государственный институт культуры) — Гран-при IV Международного фестиваля камерных и моноспектаклей «Он. Она. Они»,

2022 г.
- Лауреат Губернской премии в области культуры и искусства за исполнение роли Госпожи Пернель в спектакле «Тартюф», Распоряжение Губернатора Самарской области от 31 января 2023 г. № 15-р «О предоставлении Губернских премий в области культуры и искусства за 2022 год»[15].

## Театр

#### Роли
Самарский театр драмы имени М. Горького
- 1981 «Твой современник», Е. Габрилович и Ю. Райзман, Зоя режиссёр П. Монастырский;
- 1981 «Ревизор», Н. В. Гоголь, Марья Антоновна режиссёр П. Монастырский;[3]
- 1982 «Наполеон Первый», Ф. Брункер, Мария-Луиза, режиссёр П. Монастырский;[16]
- 1982 «Дама-невидимка», П. Кальдерон, Клара, режиссёр Г. Меньшенин;
- 1982 «Мал, да удал», В. Гольдфельд, Матрёшка, режиссёр О. Бычков;
- 1983 «Чинарский манифест», А. Чхаидзе , Ямзе, режиссёр П. Монастырский;
- 1983 «Дачники», М. Горький, Саша, режиссёр П. Монастырский;
- 1984 «Аленький цветочек», И. Карнаухова и Л. Браусевич, Алёнушка, режиссёр О. Бычков;
- 1985 «Зинуля», А. Гельман, Зинуля, режиссёр Л. Аронов;[3]
- 1985 «А этот выпал из гнезда», Д. Вассерман, Кенди, режиссёр П. Монастырский;
- 1986 «Эффект Редькина», А. Козловский, Японка, режиссёр П. Монастырский;
- 1986 «Двенадцатая ночь», У. Шекспир, Мария, режиссёр Р. Рахлин;
- 1986 «Роковая ошибка», М. Рощин, Бухара, режиссёр Р. Рахлин;
- 1986 «Сказка про Солдата и Змею», Жаннетта — рыбачка, режиссёр С. Рубина;
- 1988 «Яма», А. Куприн, Манька, режиссёры П. Монастырский и В. Курочкин;[16]
- 1988 «Гарольд и мод», К. Хиггинс, Нанси, режиссёр А. Попов;
- 1988 «Уроки музыки», Л. Петрушевская, Надька, режиссёр Л. Аронов;
- 1990 «Группа», А. Галин, Лена, режиссёр Р. Рахлин;
- 1990 «Сниму квартиру в Париже», Ж-Б. Мольер, Женевьеда, режиссёр Д. Николаев;[16]
- 1990 «Необычайные приключения солдата И. Чонкина», В. Войнович, Нюра, режиссёр Д. Николаев;[1]
- 1991 «Романс» («Сад без земли»), Л. Разумовская, Ольга, режиссёр П. Монастырский;[3]
- 1992 «Летис и Лавидж», П. Шеффер, Секретарша, режиссёр П. Монастырский;
- 1993 «Хитроумная дуреха», Лопе де Вега, Клара, режиссёр П. Монастырский;[3]
- 1993 «Поздняя любовь», А. Островский, Людмила, режиссёр Д. Николаев;[1]
- 1995 «Женитьба», Н. В. Гоголь , Агафья Тихоновна, режиссёр П. Монастырский;[1]
- 1995 «Ю-Ю», М. Горький , Наталья, режиссёр П. Монастырский;[1]
- 1995 «Настёна» (по повести «Живи и помни»), В. Распутин , Надька, режиссёр П. Монастырский;[1]
- 1995 «Пять вечеров» А. Володина , Зоя, режиссёр П. Монастырский;[3]
- 1997 «Царевна-лягушка», С. Грицай, А. Левит, Вторая невеста, режиссёр С. Грицай;[1]
- 1998 «Старосветская любовь», Н. Гоголь , Пульхерия Ивановна, режиссёр Г. Васильев;[1]
- 1999 «Волки и овцы», А. Островский, Глафира, режиссёр П. Монастырский;[1]
- 1999 «Пока она умирала», Н. Птушкина, Дина, режиссёр В. Гвоздков;[1]
- 2001 «Униженные и оскорблённые», Ф. Достоевский, Анна Андреевна, режиссёр В. Гвоздков;[1]
- 2003 «Номер 13», Р. Куни, Горничная, режиссёр В. Гвоздков;[1]
- 2004 «Танцевальный марафон», Х. Маккой, Лилиан Бейкер, режиссёр П. Ланди;[1]
- 2006 «Пианино в траве», Ф. Саган , Сильвиан, режиссёр М. Кальсин;[1]
- 2006 «С тобой и без тебя», А. Менчелл, Милдред, режиссёр В. Гришко;[1]
- 2006 «Бумажный патефон», А. Червинский, Лидия Ивановна, режиссёр М. Кальсин;[1]
- 2007 «Ромео и Джульетта», У. Шекспир, Кормилица, режиссёр В. Фильштинский;[1]
- 2007 «Безумный день, или Женитьба Фигаро», П. Бомарше, Марселина, режиссёр В. Гришко;[1]
- 2008 «Детектор лжи», В. Сигарев, Надежда, режиссёр В. Гришко;[1]
- 2008 «Лес», А. Островский, Улита, режиссёр А. Кузин;[1]
- 2010 «Человек из Ламанчи», Д. Вассерман, Мария, режиссёр Р. Банионис;[1]
- 2012 «Август. Графство Осэйдж», Т. Леттс, Айви Уэстон, режиссёр В. Гвоздков;[1]
- 2013 «Восемь любящих женщин», Р. Тома, Огюстин, режиссёр Н. Мишин;[1]
- 2014 «Шут Балакирев», Г. Горин, Бурыкина Дарья Степановна, мать Дуни, режиссёр А. Латенас;[1]
- 2014 «Варвары», М. Горький, Татьяна Богаевская, режиссёр В. Гришко;[1]
- 2015 «Человек и джентльмен», Э. де Филиппо, Матильда, режиссёр П. Ланди;[1]
- 2016 «Завтра была война», Б. Васильев, Валентина Андроновна (классный руководитель), режиссёр В. Гришко;[1]
- 2016 «Странная миссис Сэвидж», Д. Патрик, Лили-Белл, режиссёр А. Кузин;[1]
- 2017 «Жанна», Я. Пулинович, Жанна Георгиевна, режиссёр В. Гвоздков;[1][17][18]
- 2017 «Касатка», А. Толстой, Варвара Ивановна, режиссёр В. Гвоздков;[1][19]
- 2019 «Любимец публики», Ноэл Кауард, Леди Солтберн, постановка и сценическая версия В. Гришко;[1]
- 2021 «Тартюф», Мольер, Госпожа Пернель, режиссёр А. Кузин;[1]
- 2022 «Весы», Е. Гришковец, Мама Артёма, Галина Борисовна, режиссёр М.Лебедев;[1]
- 2023 «Фредерик, или Бульвар преступлений», Э. Шмитт, Мадемуазель Жорж, режиссёр Сергей Морозов;[1]

Самарский муниципальный театр драмы «Камерная сцена»
- 1999 «Тристан и Изольда», инсценировка С.Рубиной, Бекума, режиссёр С.Рубина;[3]
- 2002 «Машенька», В. Набоков инсценировка С.Рубиной , Клара, режиссёр С.Рубина[3].

Самарт
- 2003 «Импрессионисты», Б. Свойский, Она, режиссёр Н.Чичерина[3].

Театр «Актёрский дом» Самарского Союза театральных деятелей
- 2012 «Козыри крести — дураки на месте» по пьесе «Приятная женщина с цветком и окнами на север», Э. Радзинский, Аэлита, режиссёр Н.Чичерина[20].

#### Режиссёрские работы
Самарский театр драмы имени М. Горького
- 2014 «Две любви Антона Павловича», по письмам А. Чехова, совместно с В. Гришко;[1]
- 2014 «Яма» Александра Куприна, руководитель постановки В. Гвоздков;[1]
- 2015 «Урок дочкам», И. Крылов, совместно с В. Гришко;[1]
- 2016 «Завтра была война», Б. Васильев, совместно с В. Гришко;[1]
- 2017 «Варшавская мелодия», Л. Зорин, совместно с В. Гришко[21].

Самарский Молодёжный драматический театр Мастерская
- 2018 «Есть жизнь, есть смерть», по мотивам повести Леонида Андреева «Рассказ о семи повешенных», автор инсценировки и режиссёр[22].

Учебный театр при Самарском государственном институте культуры
- 2020 «И ангелы грянут в небесные трубы!..», поэтическая композиция к 100-летию Давида Самойлова, автор инсценировки и режиссёр[23].
- 2021 «Полнолуние», инсценировка по роману М. Булгакова «Мастер и Маргарита», фантасмагорическая история, автор инсценировки и режиссёр[24]
- 2021 «Полтава», литературный спектакль по одноимённой поэме А. С. Пушкина, режиссёр-постановщик[25]
- 2021 «Счастье моё», драма в 2 действиях А. Червинского, режиссёр-постановщик[26]

#### Статьи в книгах, сборниках, журналах
- Лазарева Е.А. От себя к художественному образу (на материале речевой работы с V–VI главами романа А. С. Пушкина «Евгений Онегин») // Искусство и искусствоведение: теория и опыт (Искусство регионов) : журнал  / научный  редактор Г. А. Жерновая. — Кемерово: КемГУКИ, 2012. — № 10. — С. 59—78. — ISBN 978-5-8154-0192-1.
- Лазарева Е.А. Насмешливое счастье (на основе писем и переписки П. Стрепетовой и М. Ермоловой, С. Есенина и А. Дункан, А. Чехова и О. Книппер) // Актуальные вопросы преподавания сценической речи : сб  / научный  редактор А. М. Бруссер.. — М.: издательская группа "Граница", 2013. — ISBN 978-5-94691-538-0.
- Лазарева Е.А. Воспитание навыков голосо - речевой выразительности на материале сказок А.С. Пушкина: из опыта работы. // Искусство и искусствоведение: теория и опыт (Искусство в культурно-историческом контексте) : журнал  / научный  редактор Г. А. Жерновая. — Кемерово: КемГУКИ, 2013. — № 11. — С. 46—56. — ISBN 978-5-8154-0272-0.
- Лазарева Е.А. Проблемы воплощения индивидуальных голосо-речевых возможностей молодого актера в условиях модернизации культуры. // МОДЕРНИЗАЦИЯ КУЛЬТУРЫ: ПОРЯДКИ И МЕТАМОРФОЗЫ КОММУНИКАЦИИ. Материалы III Международной научно-практической конференции в 2 частях. : сборник трудов конференции  / под редакцией Соловьевой С.В., Ионесова В.И., Артамоновой Л.М.. — Самара: Самарский государственный институт культуры, 2015. — Т. 2. — С. 217—221. — ISBN 978-5-88293-351-6.